# 伊丹春雄

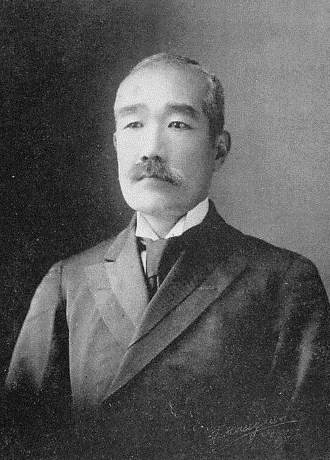
伊丹春雄

伊丹 春雄（いたみ はるお、1859年1月5日（安政5年12月2日）- 大正9年（1920年）3月1日）は、明治から大正前期の政治家、華族。貴族院議員、男爵。正四位勲四等。

## 経歴
伊丹家は、京都の地下の家系で、父・伊丹重賢、母・ひさ（谷時亮の娘）の長男として生まれた。父の重賢は久邇宮朝彦親王に仕えた忠君愛国の人物である。父と共に東上して慶應義塾に学び、1896年（明治29年）父が男爵を授けられたる後、春雄も拝謁して天盃を賜る。
1900年（明治33年）7月、父の死去に伴い男爵を襲爵。1907年（明治40年）12月21日、貴族院男爵議員補欠選挙で選出され、1911年（明治44年）7月9日に任期満了となる。1913年（大正2年）3月8日、補欠選挙で貴族院議員に再選され、死去するまで在任した。

## 栄典
- 1900年（明治33年）7月30日 - 男爵[7]
- 1902年（明治35年）12月20日 - 正五位[8]
- 1918年（大正7年）1月10日 - 正四位[9]

## 親族
伊丹男爵家は伊丹重雄に継承された。また弟に実業家の伊丹二郎がいる。夫人は8代秋元三左衛門の娘で、子女はかよ、重雄がいる。